# Isabel Garbayo
Isabel Garbayo Ayala (Pamplona, 23 de febrero de 1905-Pamplona, 7 de diciembre de 2011) fundadora de Villa Teresita, una institución de acogida a mujeres dedicadas a la prostitución colaboradora en su momento del Patronato de Protección a la Mujer.

## Biografía
Hija de Paula Ayala y Silvestre Garbayo, contratista y fundador de Cementos Portland, nació en el barrio Navarrería y fue la pequeña de diez hermanos. Uno de sus hermanos, Nicasio, fue el alcalde de Pamplona durante los cuatro primeros años de la Segunda República (1931-35).
Garbayo estudió en las Ursulinas (actualmente, Liceo Monjardín), tocaba el piano y hablaba francés. Al morir su padre heredó un gran patrimonio, lo que le permitió crear Villa Teresita.
Garbayo, miembro de la Acción Católica, vivía en el Paseo Sarasate y desde el balcón veía pasar a un grupo de mujeres que ejercían de forma legal la prostitución. En aquella época la prostitución estaba reglamentada de forma que las mujeres estaban registradas, contaban con un carnet de "higiene especial" expedido por la policía y ejercían y residían en "casas públicas" teniendo sus movimientos restringidos, por ejemplo, no podían ir al cine. En Pamplona había siete casas de este tipo, casi todas en la zona de Descalzos. Las mujeres que no pasaban el control sanitario, y policial, por haber contraído la sífilis eran ingresadas bajo llave en el hospital de Pamplona, donde Isabel Garbayo, que ayudaba allí a niños enfermos y a tuberculosos, se interesó por su situación.
Isabel Garbayo publicó un diario sobre la puesta en marcha de la institución, Al lado de la mujer marginada. Los orígenes de ¨Villa Teresita", abordando también la década previa a su creación.
Garbayo murió a los 106 años, en Villa Teresita (Beloso Alto), y fue enterrada en el cementerio de Pamplona.

## Villa Teresita
Garbayo, animada por su entonces director espiritual, Antonio Añoveros, continuó interesándose por la situación de las mujeres prostitutas. El nombre de la institución que iba a fundar para ayudarlas, Villa Teresita, tiene su origen en la devoción de la fundadora a Santa Teresita de Liseux. Su origen se remonta al año 1941, cuando acudió a recabar el apoyo del obispo de Pamplona, Marcelino Olaechea, que le prometió su apoyo si encontraba a una compañera. Isabel Garbayo convenció a su amiga Blanca Goñi, viuda de guerra, y alquiló un viejo chalet propiedad de la Junta de Protección de Menores, situado en el barrio de San Juan, junto al campo de fútbol. Tras visitar de nuevo al obispo, que más tarde compró esa casa para esa labor, la organización fue fundada el 18 de marzo de 1942. El objetivo era acoger a mujeres dedicadas a la prostitución y facilitar su rehabilitación. Este trabajo lo ofrecían por la santificación de los sacerdotes. Un año más tarde, cuando ya habían pasado cuarenta y una chicas por el centro, Isabel y su amiga Blanca Goñi pronunciaron los votos de pobreza, castidad y obediencia.
Las casas de Villa Teresita, regentadas por las Auxiliadoras Diocesanas del Buen Pastor, denominación recogida en su primer reglamento, fueron parte del entramado de organizaciones que colaboraban con el Patronato de Protección a la Mujer. A partir de un decreto-ley de 3 de marzo de 1956, se cerraron las casas públicas o de tolerancia, y además de a menores de edad, los centros colaboradores del Patronato acogieron a mujeres que "voluntariamente desearan su readaptación a la vida social" a las que denominaban "caídas" y a las que "rehabilitaban" mediante el aprendizaje de un nuevo oficio. A través del aprendizaje de trabajos sencillos se pretendía "purgar los vicios" de las mujeres. Las internas únicamente percibían la mitad de las ganancias. En los centros la formación laboral estaba por encima de la académica, y ésta se complementaba con instrucción religiosa. No obstante, en el caso de Villa Teresita el inicio de los trabajos manuales de las residentes responde a la necesidad de mantener económicamente su casa. De hecho, su reglamento recogió la obligación de que la estancia de las residentes fuera, además de voluntaria, gratuita. En Pamplona funcionó un taller de encuadernación, en Granada una peluquería y en Godella un taller de punto y diversos trabajos de artesanía como muñequería, corbatería o empalmado de punto.
A finales de 1944 se crea la segunda casa de Villa Teresita en Pamplona. Surgieron distintos intentos de instalarla más allá de Navarra. Las siguientes fundaciones tuvieron lugar en Godella, Valencia (1956), Granada (1957) Madrid (1961) y  Barcelona (1963). Más tarde, fundarían en Las Palmas de Gran Canaria (1971); en Beloso Alto, en Pamplona (sustituyendo en 1977 a la del barrio de San Juan), y en Sevilla (1978). Entre 1942 y 1973 más de 2.500 mujeres pasaron por algunas de estas residencias.

### Actualmente
En la actualidad, la institución está formada por 20 religiosas y más de 250 personas voluntarias repartidas por toda España. Sus miembros hacen los tres votos de consagración personal y dedicación de por vida.Según la institución, además de con prostitutas, trabaja también con víctimas de tráfico sexual.En la actualidad, contactan por internet con estas mujeres y, según el testimonio de una voluntaria, les invitan a la oración, piden por ellas y, si lo desean, se inicia el proceso de su acompañamiento.
En 2017, se cumplió el 75 aniversario de la fundación de Villa Teresita.

## Obra
- Al lado de la mujer marginada. Los orígenes de "Villa Teresita".[7]

## Premios y reconocimientos
- En 2005, fue condecorada por el presidente del Gobierno de Navarra, Miguel Sanz, con la Cruz de Carlos III el Noble.[3]
- En octubre de 2012, Pamplona puso el nombre de Isabel Garbayo Ayala a una calle en el barrio Lezcairu, la paralela a la Avda. de Cataluña, en dirección salida de la ciudad, y que queda delimitada por las calles Monte Mendaur y Valle de Egüés.calle Isabel Garbayo Ayala.[16]